# تپه سوت کلن
تپه سوت کلن مربوط به دوره ایلخانی است و در شهرستان تکاب، بخش مرکزی، دهستان انصار، روستای دورباش واقع شده و این اثر در تاریخ ۷ اسفند ۱۳۸۵ با شمارهٔ ثبت ۱۷۷۳۳ به‌عنوان یکی از آثار ملی ایران به ثبت رسیده است.